# Ella Fitzgerald
Ella Fitzgerald, ameriška jazz pevka, * 25. april 1917, Newport News, Virginija, Združene države Amerike, † 15. junij 1996, Beverly Hills, Kalifornija.
Je ena najslavnejših ameriških pevk vseh časov, ki je slovela po čistosti svojega glasu in brezhibni dikciji ter intonaciji, pa tudi svoji sposobnosti improvizacije. Prislužila si je nadimke, kot so »prva dama pesmi«, »kraljica jazza« in »Lady Ella«.
Nad plesom in petjem se je navdušila že kot otrok ob poslušanju Louisa Armstronga, Binga Crosbyja idr., osnove formalne glasbene izobrazbe pa je pridobila v lokalni metodistični cerkvi. Sledila so burna najstniška leta po materini smrti, a je vendarle zbudila pozornost s svojo nadarjenostjo in našla stabilnost v orkestru Chicka Webba, s katerim je pričela nastopati po vsej državi. Po Webbovi smrti je nadaljevala s solistično kariero.
Njen kasnejši menedžer Norman Granz je, tudi s pomočjo njenih vokalnih spretnosti, ustvaril založbo Verve Records. Zanjo je Ella Fitzgerald posnela nekaj najbolj znanih del, predvsem interpretacije standardov iz t. i. Velike ameriške pesmarice. Drugo polovico 20. stoletja so poleg solo kariere zaznamovala njena sodelovanja z Louisom Armstrongom, Dukeom Ellingtonom in The Ink Spots, s katerimi je posnela hite, kot sta »Dream a Little Dream of Me« in »It Don't Mean a Thing (If It Ain't Got That Swing)«.
Leta 1993 je sklenila šest desetletij dolgo pevsko kariero in umrla tri leta kasneje. Za svoje delo je prejela štirinajst grammyjev, nacionalno medaljo umetnosti, predsedniško medaljo svobode in številna druga priznanja.